# Arva, Vrancea
Arva este un sat în comuna Broșteni din județul Vrancea, Muntenia, România. Se află în Subcarpații de Curbură, pe malul stâng al Milcovului.